# Fall River (Massachusetts)
Fall River est une ville du Massachusetts, aux États-Unis, située dans le comté de Bristol à la frontière avec le Rhode Island. Sa population était de 88 857 habitants en 2010, dont 91 % de blancs en 2000.

## Géographie
Fall River se trouve sur la rive orientale de Mount Hope Bay à l'embouchure de la rivière Taunton, en Nouvelle-Angleterre à 74 km au sud de Boston, à 26 km au sud-est de Providence, et à 19 km à l'ouest de New Bedford. La ville est célèbre pour avoir été au XIXe siècle le plus grand centre de l'industrie textile aux États-Unis. Le paysage de la ville reste à ce jour marqué par ce passé.

## Histoire
La ville a été le théâtre en 1892 d'un double assassinat très médiatisé et qui reste une énigme criminelle, la suspecte Lizzie Borden ayant été acquittée à l'issue de son procès. 

## Religion
- Le diocèse de Fall River a son siège à la cathédrale Sainte-Marie.
- Église Sainte-Anne, construite en style néo-byzantin et inscrite au Registre national des lieux historiques (début XXe siècle)

## Jumelage
- Ponta Delgada (Portugal)

## Personnalités liées à la ville
- Roland Dupree, danseur et pédagogue né en 1925 à Fall River.
- Vic Herman, dessinateur de comics né en 1919 à Fall River[2]..
- Mary Lizzie Macomber, artiste née en 1861 à  Fall River.